# Tolu (Kentucky)
Tolu es un lugar designado por el censo (en inglés, census-designated place, CDP) situado en el condado de Crittenden, Kentucky, Estados Unidos. Según el censo de 2020, tiene una población de 81 habitantes.

## Geografía
La localidad está ubicada en las coordenadas 37°26′1″N 88°14′41″O / 37.43361, -88.24472. Según la Oficina del Censo, tiene una superficie de 0.90 km² de tierra firme y 0.002 km² de agua.

## Demografía
Según el censo de 2020, hay 81 personas residiendo en la localidad. La densidad de población es de 90.00 hab./km². El 98.77% de los habitantes son blancos y el 1.23% son de una mezcla de razas. Del total de la población, el 3.70% son hispanos o latinos de cualquier raza.